# OSType
OSType (ook wel ResType) is de naam van een  vier-byte reeks vaak gebruikt als een herkenningsmiddel in Mac OS. Terwijl de bytes elke waarde kunnen hebben, geven ze meestal afbeeldingen weer. Een typische toepassing hiervan zijn de ASCII en de Mac OS Roman karaktersets.
Aan de hand van OSType waarden worden dataformaten herkend alsook de programma's die deze bestanden maakten. De scheiding van bestandsextensie en inhoud stond toe dat dezelfde bestandsextensies toebehoorden aan verschillende programma's.

## Toepassingen
OSTypes worden toegepast door bestandsformaten, maar ook door het klembord en AppleEvents in Mac. Quicktime en QuickDraw GX maken ook gebruik van OSTypes.
Vanaf Mac OS X 10.3 worden OSTypes niet meer vaak gebruikt.
FourCC is een systeem dat voornamelijk gebruikt wordt om bestandstypes te herkennen gebruikt in sommige platform-onafhankelijke multimedia containers waaronder AIFF en RIFF. Een gelijkaardig systeem wordt ook gebruikt in het TrueType lettertypeformaat.